# Pollenia pseudintermedia
Pollenia pseudintermedia är en tvåvingeart som beskrevs av Knut Rognes 1987. Pollenia pseudintermedia ingår i släktet vindsflugor, och familjen spyflugor.
Artens utbredningsområde är Spanien. Inga underarter finns listade i Catalogue of Life.